# Cantonul Villeurbanne-Nord
Cantonul Villeurbanne-Nord este un canton din arondismentul Lyon, departamentul Rhône, regiunea Rhône-Alpes, Franța.